# J.J.プッツ
ジョセフ・ジェイソン・プッツ（Joseph Jason "J.J." Putz, 1977年2月22日 - ）は、アメリカ合衆国ミシガン州ウェイン郡トレントン出身の元プロ野球選手（投手）。右投右打。

## 経歴

### プロ入り前
1995年のMLBドラフト3巡目（全体84位）でシカゴ・ホワイトソックスから指名されたが、この時は入団せずにミシガン大学へ進学した。
1998年のMLBドラフト17巡目（全体499位）ではミネソタ・ツインズから指名されたが、この時も入団せず。

### プロ入りとマリナーズ時代
大学最終学年の1999年、MLBドラフト6巡目（全体185位）でシアトル・マリナーズから指名され、プロ入り。2000年まではA級ウィスコンシン・ティンバーラトラーズに、2001年はAA級サンアントニオ・ミッションズに在籍し、当時は90mphの速球、カーブとチェンジアップが武器であった。
右肩を痛め、2002年は開幕から故障者リスト入りで迎え、リハビリの過程で首脳陣と話し合い、右肩の負担を減らすためワインドアップをやめることを決断した。これにより球速が5mph速くなり、ツーシームの方がフォーシームより速いという特徴が顕著になった。

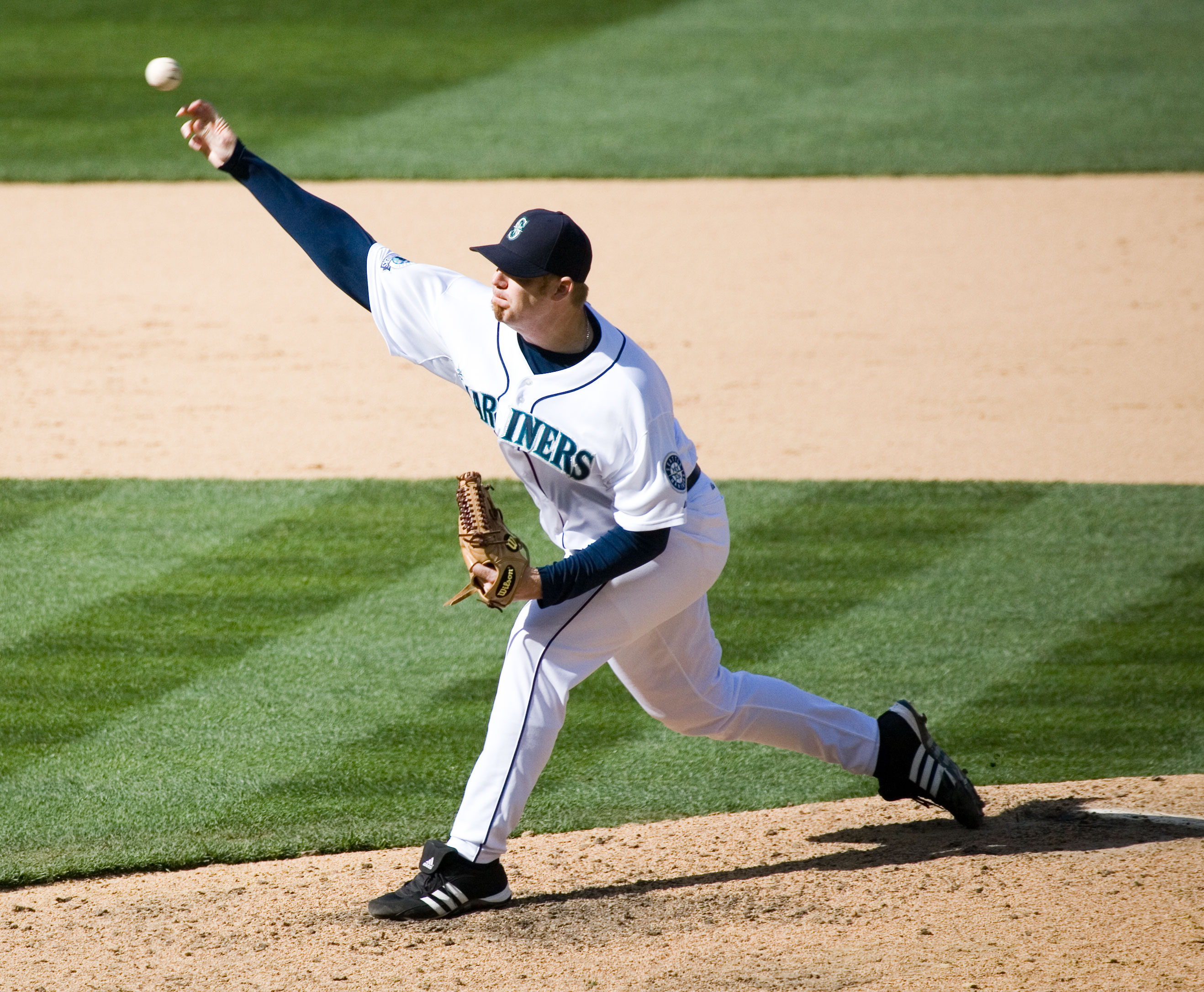
2007年4月15日

2003年のキャンプに中継ぎ転向を命じられ、8月11日のトロント・ブルージェイズ戦でメジャーデビューを果たす。翌2004年開幕直前にロースターから漏れ、4月にメジャー昇格・降格を繰り返したが、メジャー定着した。最初の登板から10試合連続無失点を記録し、8月7日には初セーブを記録し、故障したエディ・グアダードに代わって9セーブを挙げる。
2005年までは正クローザーはグアダードで固定されたためにセットアッパーとして投げる。当時は直球主体で押し切るスタイルだった。2006年のキャンプでグアダードから「これを試してみたらどうだ。ノーシームだよ」と投げると落差が大きくなり、ボールの動きが安定し、スプリッターが改善された。
2006年5月、師と仰ぎ、メンタル面での心構えなど、クローザーとして不可欠なものを正クローザーのグアダードから多く学んだが彼が不振に陥ったため、7月6日にトレードでシンシナティ・レッズへ移籍し、代わりにクローザーへ転向。リリーフとしてはアメリカンリーグ1位の104奪三振を記録するなど自身最高のシーズンを送り、1年でクローザーの地位を確立した。
2007年1月、マリナーズと3年総額1,310万ドル、4年目の2010年は球団のオプションで860万ドルで契約を結んだ。そして迎えた2007年シーズンは68試合に登板し、球団史上佐々木主浩の45セーブに次ぐ球団歴代2位となる40セーブを記録した。オールスターに初めて選出され、ローレイズ・リリーフマン賞を球団史上初めて受賞した。
2008年は4月1日のテキサス・レンジャーズ戦で右わき腹を痛め15日の故障者リストに入る。その後復帰するものの球威が戻らずセーブ失敗を繰り返し、11日のブルージェイズ戦では右ひじを痛め13日に再び故障者リストに入った。結局、08年シーズンのセーブ失敗8個は、クローザー転向以来最悪の数字となった。

### メッツ時代

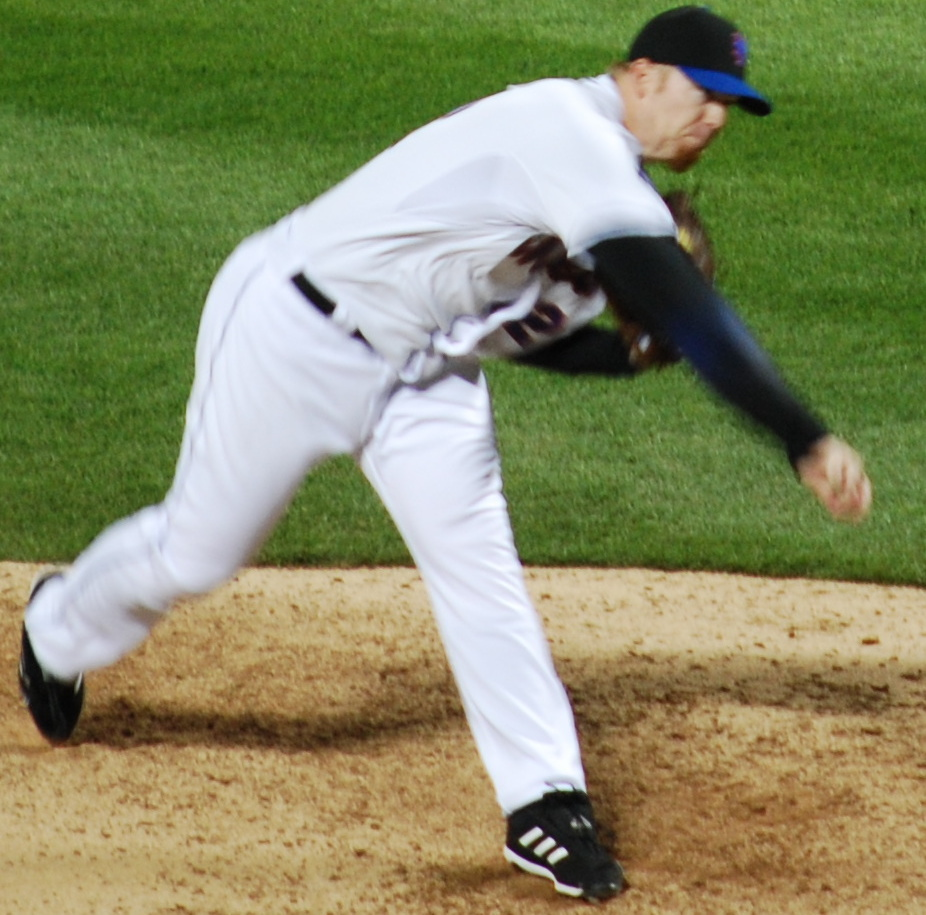
2009年4月13日

2008年12月10日にマリナーズ、ニューヨーク・メッツ、クリーブランド・インディアンスの間で計12選手が移籍する三角トレードが成立し、ショーン・グリーン、ジェレミー・リードと共にメッツへ移籍した。
2009年は抑えのフランシスコ・ロドリゲスに繋ぐセットアッパーとしてメッツでのキャリアをスタートさせた。オフにFAとなった。

### ホワイトソックス時代
2009年12月11日に1年300万ドルでホワイトソックスと契約した。
2010年5月14日から7月20日まで25試合連続無失点とし、球団記録を更新した。記録は27試合連続無失点まで伸ばした。オフにFAとなった。

### ダイヤモンドバックス時代
2010年12月7日、2年総額1,000万ドル（2013年の650万ドルはオプション）でアリゾナ・ダイヤモンドバックスと契約した。
2011年はクローザーに返り咲き、ナショナルリーグ3位の45セーブを挙げた。
2014年11月6日に引退を表明した。

### 引退後
引退後はダイヤモンドバックスの球団社長特別補佐に就任した。

## 投球スタイル・人物
平均95 - 99mph（約152.9 - 159.3km/h）・最高102mph（約164.2km/h）を計時した事もあるストレートとツーシーム、スプリットの3球種を主体とし、スライダーも織り交ぜる。チェンジアップ、カーブ、カットボールも投げることができる。
入場時に用いる曲は、AC/DCのThunderstruckを選んでいる。

## 詳細情報

### 年度別投手成績
| 年 度      | 球 団      | 登 板 | 先 発 | 完 投 | 完 封 | 無 四 球 | 勝 利 | 敗 戦 | セ 丨 ブ | ホ 丨 ル ド | 勝 率 | 打 者 | 投 球 回 | 被 安 打 | 被 本 塁 打 | 与 四 球 | 敬 遠 | 与 死 球 | 奪 三 振 | 暴 投 | ボ 丨 ク | 失 点 | 自 責 点 | 防 御 率 | W H I P |
| ---------- | ---------- | ----- | ----- | ----- | ----- | -------- | ----- | ----- | -------- | ----------- | ----- | ----- | -------- | -------- | ----------- | -------- | ----- | -------- | -------- | ----- | -------- | ----- | -------- | -------- | ------- |
| 2003       | SEA        | 3     | 0     | 0     | 0     | 0        | 0     | 0     | 0        | 0           | ----  | 18    | 3.2      | 4        | 0           | 3        | 0     | 0        | 3        | 0     | 0        | 2     | 2        | 4.91     | 1.91    |
| 2004       | SEA        | 54    | 0     | 0     | 0     | 0        | 0     | 3     | 9        | 3           | .000  | 275   | 63.0     | 66       | 10          | 24       | 4     | 5        | 47       | 1     | 0        | 35    | 33       | 4.71     | 1.43    |
| 2005       | SEA        | 64    | 0     | 0     | 0     | 0        | 6     | 5     | 1        | 21          | .545  | 259   | 60.0     | 58       | 8           | 23       | 2     | 2        | 45       | 2     | 0        | 27    | 24       | 3.60     | 1.35    |
| 2006       | SEA        | 72    | 0     | 0     | 0     | 0        | 4     | 1     | 36       | 5           | .800  | 303   | 78.1     | 59       | 4           | 13       | 1     | 2        | 104      | 1     | 0        | 20    | 20       | 2.30     | 0.92    |
| 2007       | SEA        | 68    | 0     | 0     | 0     | 0        | 6     | 1     | 40       | 0           | .857  | 260   | 71.2     | 37       | 6           | 13       | 0     | 2        | 82       | 3     | 0        | 11    | 11       | 1.38     | 0.70    |
| 2008       | SEA        | 47    | 0     | 0     | 0     | 0        | 6     | 5     | 15       | 0           | .545  | 211   | 46.1     | 46       | 4           | 28       | 2     | 2        | 56       | 2     | 0        | 20    | 20       | 3.88     | 1.60    |
| 2009       | NYM        | 29    | 0     | 0     | 0     | 0        | 1     | 4     | 2        | 10          | .200  | 135   | 29.1     | 29       | 1           | 19       | 4     | 0        | 19       | 1     | 0        | 18    | 17       | 5.22     | 1.64    |
| 2010       | CWS        | 60    | 0     | 0     | 0     | 0        | 7     | 5     | 3        | 14          | .583  | 219   | 54.0     | 41       | 4           | 15       | 2     | 1        | 65       | 4     | 0        | 18    | 17       | 2.83     | 1.04    |
| 2011       | ARI        | 60    | 0     | 0     | 0     | 0        | 2     | 2     | 45       | 0           | .500  | 229   | 58.0     | 41       | 4           | 12       | 0     | 2        | 61       | 2     | 0        | 15    | 14       | 2.17     | 0.91    |
| 2012       | ARI        | 57    | 0     | 0     | 0     | 0        | 1     | 5     | 32       | 0           | .167  | 218   | 54.1     | 45       | 4           | 11       | 1     | 2        | 65       | 3     | 0        | 18    | 17       | 2.82     | 1.03    |
| 2013       | ARI        | 40    | 0     | 0     | 0     | 0        | 3     | 1     | 6        | 6           | .750  | 140   | 34.1     | 26       | 4           | 17       | 1     | 0        | 38       | 3     | 0        | 9     | 9        | 2.36     | 1.25    |
| 2014       | ARI        | 18    | 0     | 0     | 0     | 0        | 1     | 1     | 0        | 0           | .500  | 62    | 13.2     | 17       | 1           | 6        | 1     | 1        | 14       | 2     | 0        | 10    | 10       | 6.59     | 1.68    |
| 通算：12年 | 通算：12年 | 572   | 0     | 0     | 0     | 0        | 37    | 33    | 189      | 59          | .529  | 2329  | 566.2    | 469      | 50          | 184      | 18    | 19       | 599      | 24    | 0        | 203   | 194      | 3.08     | 1.15    |

### 獲得タイトル・表彰・記録
- ローレイズ・リリーフマン賞：1回（2007年）
- MLBオールスターゲーム選出：1回（2007年）

### 背番号
- 20（2003年 - 2008年）
- 22（2009年）
- 40（2010年 - 2014年）

### 代表歴
アメリカ合衆国代表
- 2009  ワールド・ベースボール・クラシック・アメリカ合衆国代表